# Kinema Citrus
Kinema Citrus (キネマシトラス?, Kabushiki-gaisha Kinema Shitorasu) è uno studio di animazione giapponese fondato il 3 marzo 2008. La sede principale si trova a Suginami (Tokyo) e i direttori commerciali sono Muneki Ogasawara, Yuichiro Matsuka e Masaki Tachibana. Tra le opere di rilievo create vi sono l'adattamento animato di Made in Abyss, Tokyo Magnitude 8.0 (co-prodotto con Bones), Barakamon, The Rising of the Shield Hero e .hack//Quantum, una serie OAV di tre episodi.

## Opere

### Serie televisive anime
- Tokyo Magnitude 8.0 (2009, coprodotto con Bones)
- Higepiyo (2009)
- Oshiri Kajiri Mushi (2012)
- Code: Breaker (2012)
- Yuyushiki (2013)
- Black Bullet (2014)
- Barakamon (2014)
- Is the Order a Rabbit? (2015, co-prodotto con White Fox)
- Norn9 (2016, coprodotto con Orange)
- Kuma miko (2016, coprodotto con EMT Squared)
- Shakunetsu no takkyū musume (2016)
- Made in Abyss (2017)
- Shōjo kageki revue Starlight (2018)
- The Rising of the Shield Hero (2019)
- Il mio matrimonio felice (2023)

### Film anime
- Kōkyōshihen Eureka Seven - Poketto ga niji de ippai (2009, coprodotto con Bones)
- Neppu kairiku bushi road (2013)

### OAV
- .hack//Quantum (2010–2011)
- Eiyuu densetsu: Sora no kiseki (2011)
- Marimo no hana (2012)
- Shooting Star Lens (2012)
- Under the Dog (2016)

### ONA
- Busō Shinki Moon Angel (2011)
- Star Wars: Visions (2021, episodio 4, coprodotto con Lucasfilm)